# Aloposaurus
Aloposaurus é um gênero extinto de Gorgonopsia. Foi nomeado pela primeira vez por Broom em 1910 e contém uma espécie, A. gracilis. Era carnívoro.

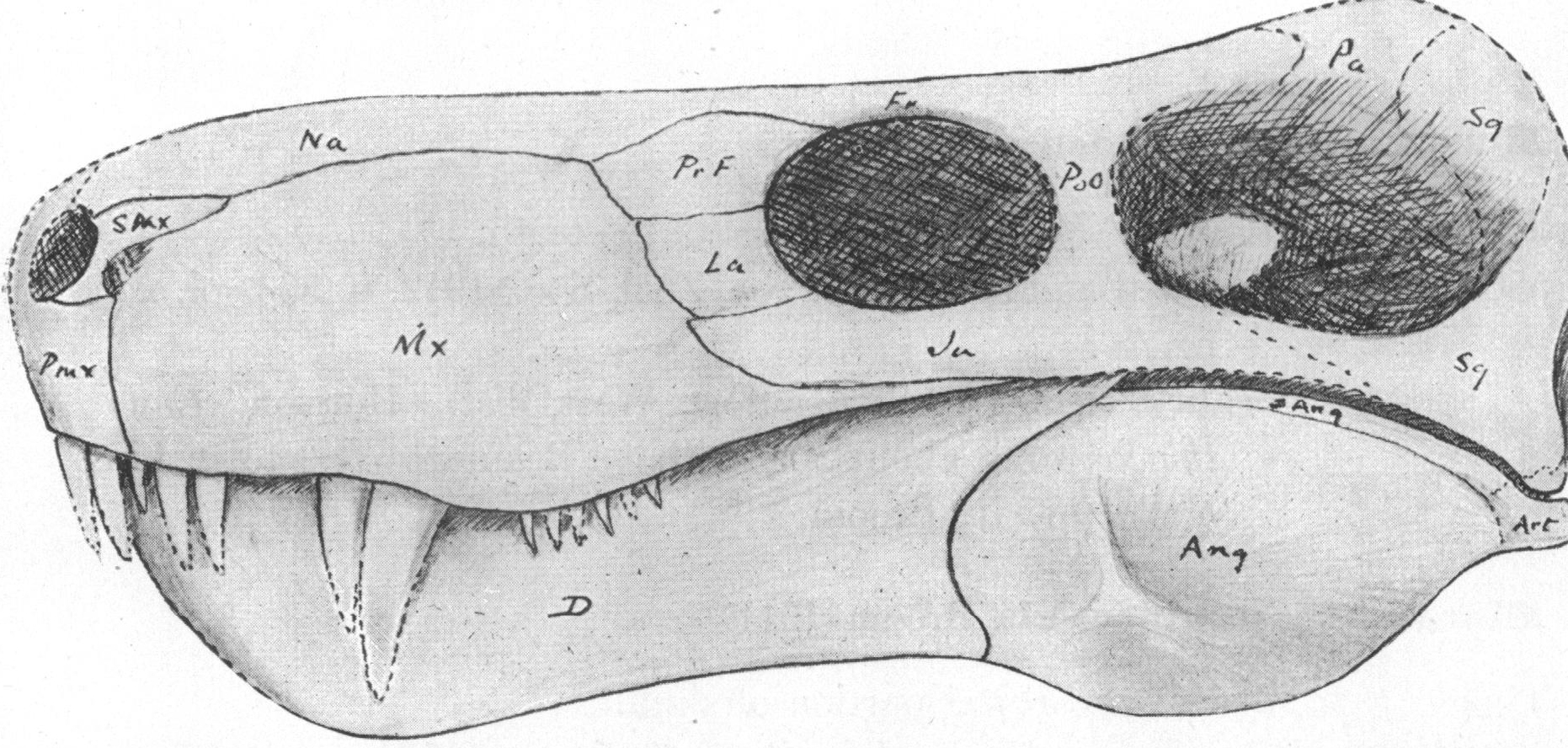
Restauro de crânio de Aloposaurus gracilis, espécimen 5317

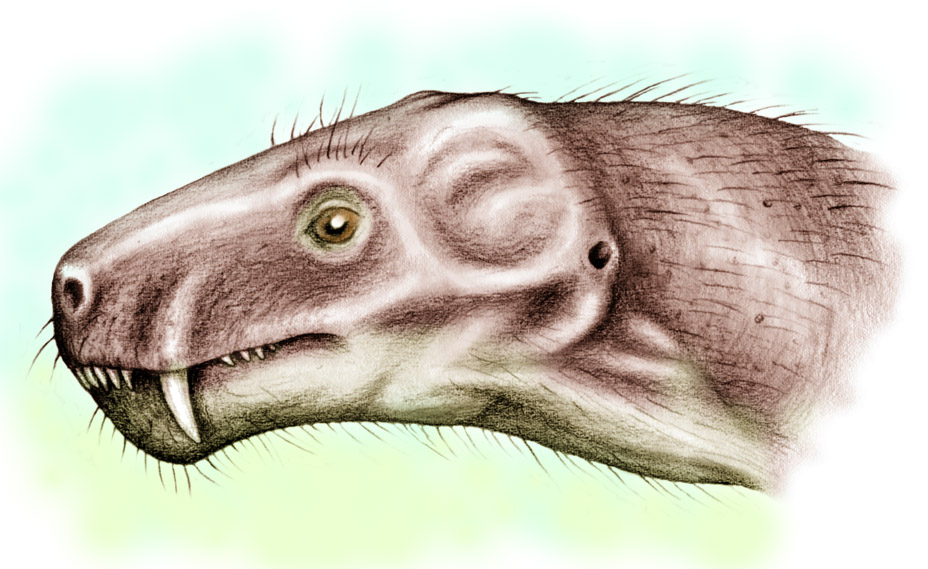
Aloposaurus